# Hydra (даркнет-рынок)
Hydra (с англ. — «Гидра») — крупнейший российский даркнет-рынок по торговле наркотиками, крупнейший в мире ресурс по объёму нелегальных операций с криптовалютой. Сайт существовал с 2015 по 2022 год.

## История
«Гидра» была запущена в 2015 году, когда объединились Way Away и Legal RC, продававшие синтетические каннабиноиды и дизайнерские наркотики, отсутствовавшие на RAMP — ведущем даркнет-рынке. Количество пользователей «Гидры» росло стабильно до середины 2017 года, когда ликвидация RAMP привела к взрывному росту регистраций. На середину 2019 года на ресурсе было зарегистрировано 2,5 миллиона аккаунтов, 393 тысячи из которых совершили хотя бы одну покупку. По оценке издания «Проект», за первую половину 2019 году на «Гидре» было заключено 850 тысяч сделок со средним чеком 4500 рублей. По оценке «Лента.ру», в том же 2019 году за день устанавливалось более 13 тысяч закладок общей суммой 227 миллионов рублей.
Кроме наркотиков, популярными товарами на «Гидре» являлись фальшивые деньги и документы, инструкции по противозаконной деятельности. Также на ресурсе реализовывались услуги, такие как сбыт наркотиков, интернет-безопасность и взлом аккаунтов. Кроме того, на «Гидре» выставлялись предложения по трудоустройству, как правило в сфере производства и сбыта наркотиков. В штат самой «Гидры» входили десятки людей, в том числе отдел рекламы, служба безопасности, химики и наркологи.
Покупатели заходили на «Гидру» через Tor с луковой маршрутизацией. Они должны были зарегистрироваться и пополнять свой баланс, с которого средства (криптовалюта) списывалась продавцам (магазинам). Товар мог как находиться в закладке к моменту оплаты, так и быть помещённым туда после. Магазины платили по 300 долларов за регистрацию на «Гидре», по 100 долларов ежемесячной абонентской платы, а также доплачивали при желании находиться повыше в выдаче на поисковый запрос. В течение суток после покупки клиент мог оставить отзыв о товаре и продавце. При нарушениях магазин мог быть «Гидрой» оштрафован или закрыт. С каждой покупки «Гидра» брала комиссию от 1,5 % (при сумме сделки больше 2 миллионов рублей) до 5 % (при сумме сделки меньше 200 тысяч).
В 2019 году «Лента.ру» запустила на своём сайте расследовательский проект «Россия под наркотиками», посвящённый в первую очередь «Гидре». В конце года проект стал лауреатом «Премии Рунета». Главный редактор «Лента.ру» Владимир Тодоров отвергал подозрения, что проект на самом деле являлся скрытой рекламой «Гидры». Сама «Гидра» в меморандуме конца 2019 года заявила о рекламном характере проекта. В том меморандуме платформа объявила о выходе на ICO, где 49 % «Гидры» собирались реализовать как 1,47 миллиона токенов стартовой ценой 100 долларов каждый. Там же сообщалось о выходе 1 сентября 2020 года на международный рынок путём организации площадки Eternos, которая должна работать через специально созданную анонимную сеть AspaNET.
По мнению президента Фонда имени Андрея Рылькова Анны Саранг, продолжительная и успешная, в сравнении с иностранными даркнет-рынками, работа «Гидры» обусловлена тем, что российские ведомства больше заинтересованы в создании видимости борьбы с наркоторговлей путём ареста её мелких членов.
5 апреля 2022 Федеральное ведомство уголовной полиции Германии сообщило о ликвидации «Гидры» и конфискации биткоинов на сумму, примерно эквивалентную 23 миллионам евро. После этого в российском даркнете началась ожесточенная конкурентная борьба за освободившуюся нишу.

## Владельцы и администраторы
По данным Минюста США одним из владельцев сайта был российский бизнесмен Дмитрий Олегович Павлов, при этом сам он отрицал какое-либо участие в деятельности «Гидры». В апреле 2022 года он был арестован в России и осужден в особом порядке в рамках сделки со следствием на срок 6 лет, за участие в преступном сообществе и пособничестве в незаконном сбыте наркотиков в особо крупном размере.
В своих показания Павлов заявил, что «к деятельности Legal RC, Hydra и хостинговой компании Big Mama были причастны одни и те же лица», а ключевые решения принимал человек под ником No Name.

## Уголовное преследование продавцов
В 2024 году Станислав Моисеев, владелец трёх наркомагазинов на сайте «Гидра», был осуждён на пожизненное заключение. Пять его соучастников получили от 8 до 23 лет лишения свободы.